# 塔拉西夫卡 (波洛希区)
47°25′8″N 36°6′54″E / 47.41889°N 36.11500°E
塔拉西夫卡（烏克蘭語：Тарасівка）是位於烏克蘭東南部的村莊，由扎波羅熱州波洛希區的波洛希市鎮負責管轄。該村始建於1790年，面積6.18平方公里，海拔高度101米，2001年人口1,284，人口密度每平方公里207.7人。